# Inger Merete Nordentoft
Inger Merete Nordentoft, född 18 augusti 1903 i Thisted, död 22 oktober 1960 i Köpenhamn, var en dansk  pedagog, läroboksförfattare, skolinspektör och politiker för Danmarks Kommunistiske Parti (DKP).
Nordentoft var en betydande person i Danmark under sin levnadstid. Under Nazi-Tysklands ockupation av Danmark var hon en betydande gestalt inom motståndsrörelsen. Hon var en av de mest framträdande personerna inom det danska utbildningsväsendet genom sitt engagemang för reformpedagogiken samt en viktig person inom politiken genom sitt engagemang i kvinnorörelsen och i DKP. Genom sina ståndpunkter och genom sina livsval kom hon att väcka ett stort motstånd inom vissa kretsar, men fick också stöd av andra kretsar.

## Biografi

### Uppväxt

Nordentoft var chef för flickscouterna i Danmark

Inger Merete Nordentoft föddes i nordvästra Jylland. Fadern Poul Nordentoft var läkare och hennes mor, Astrid Kabell, barnmorska. På faderns sida stammade hon från Nordentoftgårdene utanför Thisted. Hennes farfar hade varit präst och släkten präglades därmed av präster, läkare och självförsörjande kvinnor. Nordentofts mor kom från Thisteds borgerskap. Utöver Inger Merete Nordentoft bestod familjen av fem barn, varav de två äldsta dog. När Nordentoft var nio år gammal flyttade familjen till staden Vordingborg på Sydsjälland, men föräldrarna skilde sig en kort tid därefter. Nordentoft valde att stanna hos sin far, medan hennes två syskon följde med modern till Köpenhamn. Fadern gifte om sig 1915, men hans nya maka dog, och han bestämde sig för att flytta till Svendborg på Fyn. 1918 blev fadern arresterad och åtalad för att ha utövat fosterfördrivning, och efter domen 1920 internerades han i ett tukthus i Horsens där han satt i tio år. Den unga Inger Merete Nordentoft blev kvar i Svendborg och placerades i en lärarfamilj. När hon studerade för sin realexamen träffade hon den nyblivna lärarinnan Elisabeth Flagstad, senare chef för Det Danske Pigespejderkorps, dvs. flickscouterna. Nordentoft kom att ansluta sig till scouterna och blev en ivrig deltagare.

### Lärarinna och kvinnosakskämpe
År 1920 återförenades Nordentoft med sina syskon och sin mor, som nu var barnmorska i den lilla staden Tønder i södra Jylland och hade en ny make. Nordentoft fortsatte som en aktiv medlem av scoutrörelsen och var med om att grunda flickscoutsarbetet i Sønderjylland. Hon bestämde sig för att läsa till lärare och började studera vid Tønders lärarseminarium. Hon tog lärarexamen 1923 och blev lärarinna vid skovridergården i den lilla byn Korinth på Fyn, där Flagstad hade öppnat en scoutskola. Året efter anställdes hon som vid Valby skole i Köpenhamn. Det var också nu som det pedagogiska och politiska engagemanget började att ta form. Hon anslöt sig till Socialdemokraterne och blev medlem av Københavns Kommunelærerindeforenings (KKL) styrelse 1935–1945. Hon avancerade till styrelsens ordförande under åren för andra världskriget (1939–1945) och under samma period blev hon ordförande för Fælleslærerrådet i Köpenhamn och medlem av styrelsen för Nordisk Lærerindeforbund. Engagemanget skulle också sträcka sig till medlemskap i Dansk Kvindesamfund (DK) och som representant för Danske Kvinders Nationalråd (DKN) i The International Council of Women’s Education Committee.
På det pedagogiska området fann Nordentoft inspiration från nordiska kollegor, från progressiva rörelser i USA och från ett nära samarbete med skolinspektören och socialpsykologen Anne Marie Nørvig. I en tid då elever undervisades kollektivt i stora klasser förespråkade Nordentoft individuell undervisning. Hon stod för idén att eleverna skulle kunna tala och bli hörda, och därmed lära sig att bli aktiva medlemmar av det demokratiska samhället. Det var en idé, som härstammade från de tankar som Grundtvig hade om friskoleväsendet. Målet var ett avskaffande av det traditionella skolväsendet som bestod av prov, uppdelning av elever i bokliga och icke-bokliga klasser och en auktoritär lärarledd undervisning.
Nordentoft upprättade en studiekrets i Köpenhamn för lärarorganisationerna. Hon ingick även i nämnden för utgivning av Psykologisk-pædagogisk Bibliotek och hon bidrog även som medförfattare och redaktör till läseböckerna Min egen Bog (1939) och Nu kan jeg læse (1942). Åren 1935–1939 engagerade hon sig i Frisindet Kulturkamp, en förening som drev tidskriften Kulturkampen, som bestod av framträdande medlemmar som Torben Gregersen, Elias Bredsdorff, Poul Henningsen och Martin Andersen-Nexø. Det var genom denna förening som hon kom i kontakt med den ledande kommunisten Aksel Larsen, och därmed med den kommunistiska rörelsen och dess motstånd mot nazismen. Även här kom Nordentoft att skriva om skolan, däribland följande utdrag, riktad gentemot den auktoritära undervisningen: diktaturstaterna använder medvetet skolan till att skapa deras ideala medborgare, den lydiga och auktoritetstrogna undersåten som kan tänka i en bestämd ideologi.

### Motstånd och politik

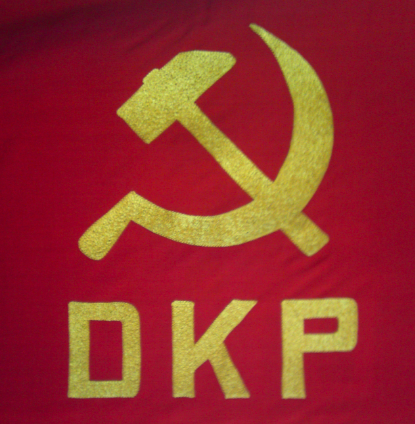
Nordentoft anslöt sig till DKP 1941

I början av 1941 bildades motståndsrörelsen Dansk Studie Ring, senare blott Ringen. Rörelsen grundades av bland andra socialdemokraten Frode Jakobsen och den konservativa John Christmas Møller och även Nordentoft var med från starten. Hon var även knuten till den på våren 1942 upprättade illegala tvärpolitiska motståndsrörelsen Frit Danmark och dess lärargrupp. Under 1941 anslöt hon sig även till Danmarks Kommunistiske Parti (DKP), eftersom hon ansåg att Socialdemokraterne gjorde för lite motstånd mot den tyska ockupationsmakten. Som deltagare i den danska motståndsrörelsen hjälpte hon judar och kommunister att fly till det neutrala Sverige. Dock blev Aksel Larsen arresterad och senare blev denna del av motståndsrörelsen uppdagad för nazisterna. Nordentoft och hennes inneboende, den kommunistiska radiotelegrafisten Karl Staf blev arresterade av Gestapo och Nordentoft dömdes i mars 1943 till fem månaders fängelse.
Under fängelsevistelsen sysselsatte hon sig med att skriva böckerna Min ABC 1 och Min ABC 2 fram till frisläppandet 1944. Hon fortsatte sitt illegala arbete även efter frisläppandet och hon skrev och utgav illegalt den 30 sidor långa Opdragelse til Demokrati 1943, i vilken hon förespråkar ett systemskifte av samhället efter krigets slut. I denna skrift finns influenser från den amerikanska filosofen och pedagogen John Dewey, den italienska läkaren Maria Montessori, den tyska sociologen och författaren Erich Fromm och den amerikanska pedagogen Helen Parkhurst. I boken argumenterade Nordentoft för att målet var att skapa människor som kunde tänka självständigt, visa tolerans för andras tänkande, samarbeta och ta ansvar. Hon redogör också för att det är för sent att lära ungdomar dessa egenskaper om de lärs ut under barndomen:
| ” | Det är svårt, för att inte säga omöjligt, att uppfostra de unga till ansvarskänsla gentemot sig själva, varandra och samhället när man systematiskt håller allt som heter ansvar och samhälle borta från barnen som något som de inte kan mäkta, något som inte berör dem och som de inte förstånd har till. | „ |

1945 lämnade Nordentoft ordförandeskapet KKL, då ett antal medlemmar ansåg att det illegala arbete som hon utförde var oförenligt med posten som organisationens ordförande. I februari 1945 utsågs hon till att efterträda pedagogen Margrethe Petersen som inspektör på Katrinedalsskolen i Vanløse, vilket gick emot skoldirektören Thorkild Jensens vilja. I oktober samma år blev hon invald till folketinget för DKP, som hade gjort sitt bästa val någonsin med 14,4 % av rösterna. Hon hade ställt upp i partiets krets i Valby och fick 27 % av kretsens röster. Samma år blev hon adoptivmor till en pojke, Niels.
Nordentoft var en av nyckelpersonerna i utformandet av Emdrupplanen från 1945. Det var en plan för utvecklandet av en nya skola som skulle inrättas under efterkrigstiden. Planen hade sin bakgrund i reformpedagogiken och den då rådande kritiken av det auktoritära skolväsendet. Den kan också sägas bygga på tre böcker: Danmarks Lærerhøjskoles föreståndare, G.J. Arvins, En folkelig enhedsskole (1943), Nordentofts Opdragelse til demokrati (1943) och gymnasielärarna K. Møndsteds og J.S. Rovsings pjäs Folkestyrets skole og opdragelse (1944). Denna plan skickades in till Undervisningsministeriet, och Nordentoft lade igen fram den i sitt tal om finanslagen i folketinget hösten 1945. Denna plan kom att utgöra grunden till försöksskolan Emdrupborg Skole och även i en reviderad form vid Katrinedalskolen (1950–1958).

### Nordentoftsärendet
Nordentoft kom att bli rikskänd och skapade en intensiv debatt när hon 1946, som ogift fosterförälder, födde dottern Kirsten. Det började med att hon på ett slutet lärarmöte på Katrinedalsskolen berättade att hon avsåg att ansöka om tjänstledighet på grund av att hon var gravid. Detta fick hon göra hos skoldirektören Thorkild Jensen, som tidigare motsatt sig utnämnandet av Nordentoft som skolans inspektör. Københavns Kommunelærerindeforening betraktade hennes val och inställning gällande sitt ensamstående moderskap som "beklaglig och till skada för samhället, enligt en artikel i Berlingske Tidende.  Dock kom Dansk Kvindesamfund till en början till hennes undsättning och vädjade till skoldirektören att behandla Nordentofts ärende på samma vis som om det hade gällt en manlig skolinspektör. Skoldirektören krävde dock att Nordentoft avgick från sitt ämbete. Föräldrarna till skolans elever var dock mer angelägna om att låta henne få behålla tjänsten; 1945 samlades det in ungefär 800 röster och ungefär 75 % av föräldrarna uppgav i en omröstning att de tänkte låta sina barn stanna kvar på skolan. De föräldrar som hade röstat emot Nordentoft hade vädjat till Københavns skoledirektion att kommunen skulle bygga en ny friskola till dem, vilket också beviljades och resultatet blev Rødkilde Skole.
I en redogörelse skrev Nordentoft att hennes val och handlingar skulle kunna vara till en hjälp för andra ogifta mödrar att få föda sina barn och undvika abort. Från detta sammanhang stammar också ett känt citat från Nordentoft: Det är varje vuxen människas rätt att leva sitt liv efter sin övertygelse. Denna "riksangelägenhet" i Nordentofts privatliv kom till och med att tas upp i folketinget, där endast DKP och Socialdemokraterne ställde sig bakom hennes rätt om att få behålla sitt arbete. Även kyrkliga företrädare reagerade och tog parti emot Nordentoft. I en av Folkekirkens huvudinriktningar, Indre Mission, uttalade Chr. Batholdy på organisationens årsmöte följande ord om Nordentoft: Angående fallet Inger Merete Nordentoft önskar Indre Missions styrelse att uttala, att det väl i naturen förekommer att till exempel spindelhonan äter hanen, när befruktningen har skett. Men i vårt land må det krävas att den som barnens undervisning och uppfostran anförtros, har en kristlig och inte endast ett biologisk syn på äktenskap och barnavel. Av en konservativ regionaltidning benämndes Nordentoft som "en tistel på skolgården".
Fadern till Nordentofts barn har senare avslöjats i en biografi som författaren Adda Hilden skrivit om Nordentofts liv. Det skulle ha varit en kommunist från Norge.

### Arbetet i folketinget och uppgörelsen med DKP

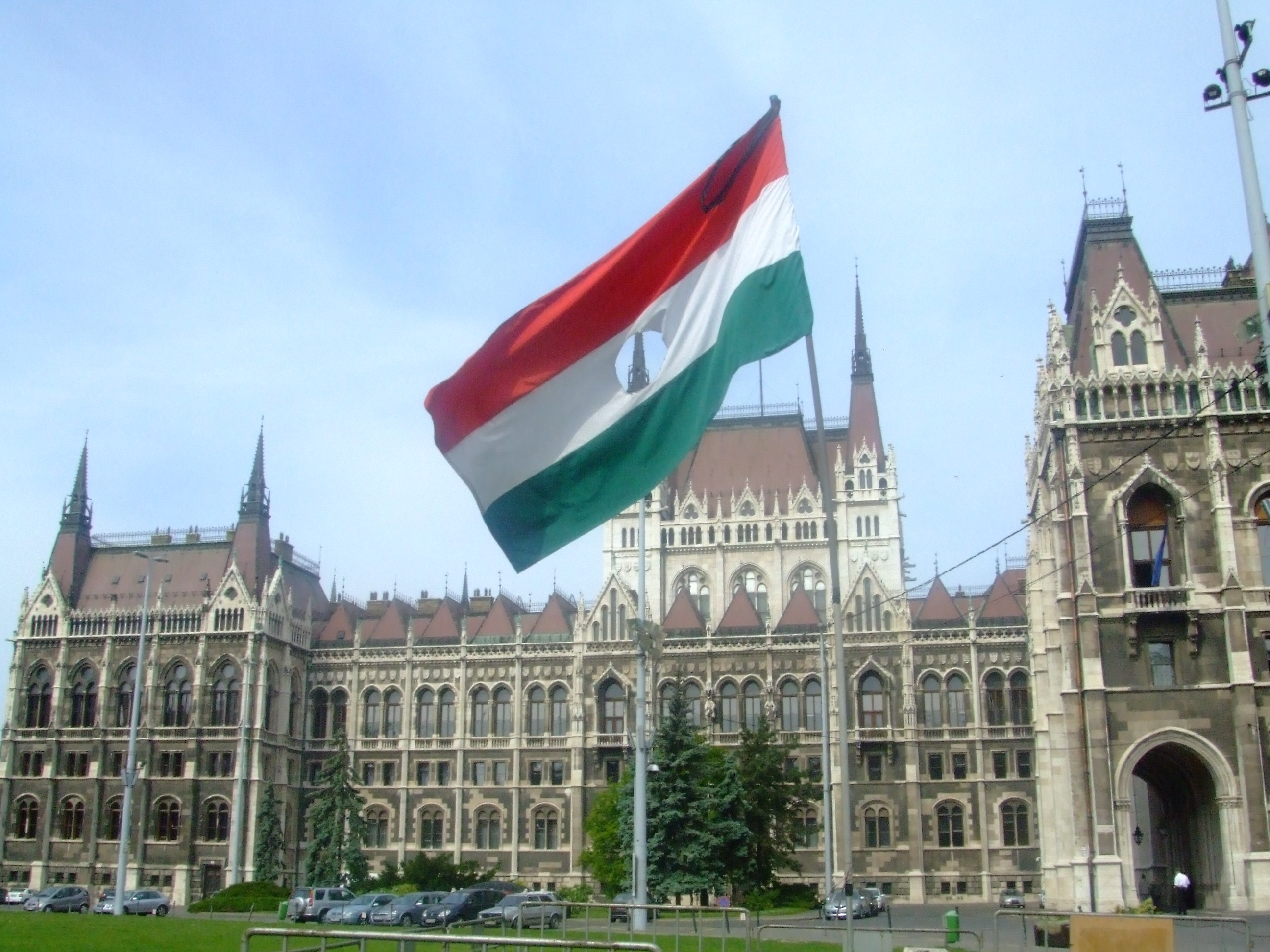
Nordentoft lämnade DKP i samband med Ungernrevolten

Inger Merete Nordentofts arbete fanns främst inom skolfrågorna. Dock var hon en generalist och avlöste exempelvis partikollegan Alvilda Larsen från hennes plats i det tunga finansutskottet. Hon satt även med i Lønningskommissionen och arbetade även inom Frihedsfonden, som upprättades av Frihedsrådet för att hjälpa dem som kommit till skada under kriget. Hon var även medlem i styrelsen för Danmarks Demokratiske Kvindeforbund (DDK), som var en underavdelning till det internationella Kvinnornas Demokratiska Världsförbund, som arbetade för freden. Åren 1949–1957 var Nordentoft en del av DKP:s centralkommitté, partiets högsta styrande organ. Det skulle dock visa sig, att Nordentofts tolkning av marxismen inte överensstämde med stora delar av partiets eller Sovjetunionens tolkning och praktik av den revolutionära ideologin. Efter Ungernrevolten 1956 och Chrusjtjovs tal på SUKP:s kongress försökte Nordentoft ändra partiets kurs, men lyckades därmed inte bli återvald till centralkommittén. 1957 gick hon ur partiet, men trots att hon var en anhängare av Aksel Larsen så anslöt hon sig aldrig till hans parti, Socialistisk Folkeparti. Bara några år efter dog hon i cancer i en ålder av 57 år. Hon blev begraven på Bispebjerg Kirkegård i Köpenhamn.

## Andra aktiviteter, betydelse
Andra betydande poster som Nordetoft innehade var följande:
- Medlem av Kvindernes Demokratiske Verdenforbunds landsledning (1948–1953)
- Styrelsemedlem av Ungdomsskolenævnet i Köpenhamn (1943–1945)
- Styrelsemedlem av Nordens Lærerindeforbund (1939–1945)

Nordetofts viktigaste insats var inom pedagogiken, där hennes kulturradikala idéer påskyndade demokratiseringen av efterkrigstidens danska folkskola.